# 川续断科
川续断科（学名：Dipsacaceae）包括11个属大约350种多年生的或两年生的草本植物或灌木，分布在几乎所有旧大陆的温带地区，包括亚洲、欧洲和非洲，也有一些生长在其他地区的种。2003年经过修订的APG II 分类法将本科植物与忍冬科合并。

## 属
- 刺萼参属 Acanthocalyx
- 川续断属 Dipsacus
- 欧洲山萝卜属 Knautia
- 蓝盆花属 Scabiosa
- 英国山萝卜属 Succisa
- Succisella
- 刺续断属 -- 也可以单独分为一个科， 刺续断科 Morinaceae
- 头刺草 Cephalaria
- 翼首花属 Pterocephalus
- Callistemma
- Pycnocomon
- 双参属 Triplostegia